# Gaetano Orlando
Gaetano Orlando (* 13. listopadu 1962, LaSalle, Québec, Kanada) je bývalý italský hokejový reprezentant a trenér. Hrával v severoamerických juniorských soutěžích, AHL a pokoušel se prosadit v National Hockey League. V letech 1984–1987 odehrál za Buffalo Sabres celkem 98 utkání, v nich vstřelil 18 branek a zaznamenal 44 kanadských bodů. Ve druhé polovině osmdesátých let přesídlil do Itálie, vlasti jeho předků. Hrával za HC Merano, HC Bolzano a Milano Devils, od sezóny 1994/1995 ve Švýcarsku za SC Bern a HC Lugano. Aktivní kariéru ukončil v roce 1999 a začal působit v roli trenéra v severoamerických soutěžích. Itálii reprezentoval na deseti turnajích mistrovství světa (v letech 1990-99, z toho v letech 1992-99 v elitní kategorii) a dvou olympijských turnajích (1994 a 1998). Byl u největších úspěchů reprezentace v novodobých hokejových dějinách, když na domácím mistrovství světa v roce 1994 obsadila Itálie šestou příčku (Česká republika skončila tehdy až za Itálií na sedmém místě) a v následujících dvou letech sedmou pozici.